# Rob Molin
Joseph Hubert Guillaume Robert (Rob) Molin (Maastricht, 28 mei 1947 – M'Bour (Senegal), 8 december 2019) was een Nederlands schrijver. Hij studeerde Nederlandse taal- en letterkunde aan de Universiteit van Amsterdam en werd leraar aan het Sancta Maria College in Kerkrade. Hij schreef literatuurrecensies voor het Limburgs Dagblad en essays en kritieken voor literaire tijdschriften. Hij promoveerde in 1995 op een proefschrift over de poëticale opvattingen van Adriaan Morriën. Ook schreef hij de biografie van deze dichter en die van Bertus Aafjes, naast verhalend proza, essays en kritieken in onder andere De Gids, Poëziekrant en De Parelduiker. Uit het beschouwend werk verscheen een keuze in boekvorm, Terzijde van de vulkaan. Hij werkte aan een biografie van Roel Houwink, van wie hij al een essaybundel samenstelde, maar zijn overlijden maakte daaraan een einde.
Molin had last van hartritmestoornissen en is daaraan overleden. Hoewel hij zich gevestigd had in Senegal werd hij op verzoek van de familie in stilte gecremeerd in Nederland.

### Bundels & bloemlezingen
- & Peter Morel: Pierre Kemp. Man in het zwart, heer van het groen (1980)
- Adriaan Morriën, Brood op de plank. Verzameld kritisch proza. 2 dln. Bez. en inl. (1999)
- Adriaan Morriën, Lotus-brieven - het verslag van een betovering. Geannot. (2001)
- Huug Kaleis, Gedreven door verwantschap. Essays over Willem Frederik Hermans (2006)
- Roel Houwink, Mijn metgezellen. Over H. Marsman, J. Slauerhoff en Gerrit Achterberg. Samenst. en inl. (2018)

- Bibliothèque nationale de France: cb14421528t (data)
- Digitale Bibliotheek voor de Nederlandse Letteren: moli001
- Gemeinsame Normdatei: 172262089
- International Standard Name Identifier: 0000 0000 2146 186X
- Library of Congress Control Number: n80083907
- Nederlandse Thesaurus van Auteursnamen: 068458746
- Système universitaire de documentation: 160098912
- Virtual International Authority File: 51906099
- WorldCat: E39PBJcccGkxQkMQWBky3HkhpP